# آوتیک گریگوریان (سیاستمدار)
آوتیک مارتونی گریگوریان (ارمنی: Ավետիք Մարտունի Գրիգորյան؛ زادهٔ ۲۱ دسامبر ۱۹۵۱) یک سیاستمدار اهل ارمنستان است که از تاریخ ۱۹۹۰ تا تاریخ ۱۹۹۹ سمت نمایندگی دوره اول شورای عالی جمهوری ارمنستان و دوره اول مجلس ملی جمهوری ارمنستان را برعهده داشت.

## زندگی‌نامه
در ۲۱ دسامبر ۱۹۵۱ در ارمنستان به دنیا آمد . 